# Circuito de Getxo 2004
Il Circuito de Getxo 2004, cinquantanovesima edizione della corsa, si svolse il 31 luglio 2004 su un percorso di 185 km, con partenza e arrivo a Getxo. Fu vinto dal belga Gert Vanderaerden della MrBookmaker-Palmans davanti agli spagnoli Constantino Zaballa Gutierrez e  Javier Pascual Rodríguez.

## Ordine d'arrivo (Top 10)
| Pos. | Corridore                     | Squadra                          | Tempo    |
| ---- | ----------------------------- | -------------------------------- | -------- |
| 1    | Gert Vanderaerden             | MrBookmaker-Palmans              | 4h06'43" |
| 2    | Constantino Zaballa Gutierrez | Saunier Duval-Prodir             | a 5"     |
| 3    | Javier Pascual Rodríguez      | Comunidad Valenciana-Kelme       | s.t.     |
| 4    | Maxim Rudenko                 | Chocolade Jacques-Wincor Nixdorf | s.t.     |
| 5    | Luis León Sánchez             | Liberty Seguros                  | s.t.     |
| 6    | Aitor Osa                     | Illes Balears-Banesto            | s.t.     |
| 7    | Mauricio Alberto Ardila Cano  | Chocolade Jacques-Wincor Nixdorf | s.t.     |
| 8    | Joaquim Lopez Torrella        | Costa de Almeria-Paternina       | a 22"    |
| 9    | Moisés Dueñas Nevado          | Relax-Bodysol                    | a 27"    |
| 10   | Rubén Plaza                   |                                  | a 45"    |